# Frans Mahn
Frans Mahn (ur. 24 czerwca 1933 w Amsterdamie  – zm. 26 marca 1995 w Hoofddorp) – holenderski kolarz szosowy i torowy, złoty medalista szosowych mistrzostw świata.

## Kariera
Największy sukces w karierze Bas Maliepaard osiągnął w 1956 roku, kiedy zdobył złoty medal w wyścigu ze startu wspólnego amatorów podczas szosowych mistrzostw świata w Kopenhadze. W zawodach tych wyprzedził Belga Norberta Verougstraete oraz innego Holendra Jana Buisa. Był to jednak jedyny medal wywalczony przez Mahna na międzynarodowej imprezie tej rangi. Ponadto wygrał między innymi holenderski Ronde van Limburg w 1953 roku oraz Acht van Chaam w 1957 roku. Został także mistrzem Holandii w kategorii amatorów w 1956 roku. Startował również na torze, zdobywając między innymi złote medale w sprincie indywidualnym w 1966 i 1967 roku. Nigdy nie wystąpił na igrzyskach olimpijskich. Jako zawodowiec startował w 1957-1967.

## Najważniejsze zwycięstwa i sukcesy
- 1956
  - mistrzostwo świata amatorów w wyścigu ze startu wspólnego
  - 2. Ronde van Noord-Holland